# Marine Laclotte
Marine Laclotte (* 1991 in Bruges) ist eine französische Animationsfilmerin und Filmregisseurin.

## Leben
Laclotte interessierte sich schon früh für das Zeichnen und absolvierte ein Baccalauréat sciences et technologies industrielles (Bac STI) in angewandter Kunst in Bordeaux. Sie erwarb das DMA Cinéma d’animation und studierte anschließend an der École supérieure des arts appliqués et du textile (ESAAT) in Roubaix sowie ab 2011 an der École des métiers du cinéma d’animation (EMCA) in Angoulême.
Laclotte führte beim dreiminütigen Kurzanimationsfilm Papier Buvard erstmals Regie. Der Film, der auf dem gleichnamigen Gedicht von Robert Desnos beruht, erschien 2015 im Rahmen der Fernsehserie En sortant de l’école. Er war zudem im Kompilationsfilm Le salsifis du Bengale et autres poèmes de Robert Desnos aus dem Jahr 2015 enthalten, der 13 Kurzfilme nach Desnos’ Gedichten vereint. Im Jahr 2020 veröffentlichte Laclotte ihren Kurzanimationsfilm Folie douce, folie dure, in dem sie Originaltonaufnahmen von Patienten verschiedener psychiatrischer Einrichtungen mit traditioneller Animation in 2D unterlegte. Auf dem Internationalen Filmfestival Shanghai 2021 gewann Laclotte für Folie douce, folie dure den Goldenen Pokal für den besten Kurzfilm. Sie wurde zudem 2022 mit dem César in der Kategorie Bester animierter Kurzfilm ausgezeichnet.

## Filmografie
- 2015: En sortant de l’école (TV-Serie, Folge Papier Buvard)
- 2015: Le salsifis du Bengale et autres poèmes de Robert Desnos (Kompilationsfilm, enthält Papier Buvard)
- 2020: Folie douce, folie dure

## Auszeichnungen
- 2021: Goldener Pokal für den besten Kurzfilm, Internationales Filmfestival Shanghai, für Folie douce, folie dure
- 2022: César, Bester animierter Kurzfilm, für Folie douce, folie dure